# Bechir Mogaadi
Bechir Mogaadi, né le 11 avril 1978 à Menzel Bourguiba, est un footballeur tunisien. Il évolue au poste de milieu de terrain. 

## Clubs
- 1999-2002 : Étoile sportive du Sahel (Tunisie)
- 2003-2004 : Espérance sportive de Tunis (Tunisie)
- 2004-2006 : FK Karvan (Azerbaïdjan)
- 2006-2008 : Espoir sportif de Hammam Sousse (Tunisie)
- 2008-2009 : AZAL PFK Bakou (Azerbaïdjan)
- 2009-2010 : FK Karvan (Azerbaïdjan)
- 2010 : El Makarem de Mahdia (Tunisie)
- 2011-2012 : Club Deportivo Numancia (Espagne)
- 2012-2013 : Club Deportivo Palestino (Chili)
- 2013-2014 : Zanaco Football Club (Zambie)

## Palmarès
- Coupe de la CAF : 1999
- Championnat de Tunisie : 2003, 2004